# Terry Kinney

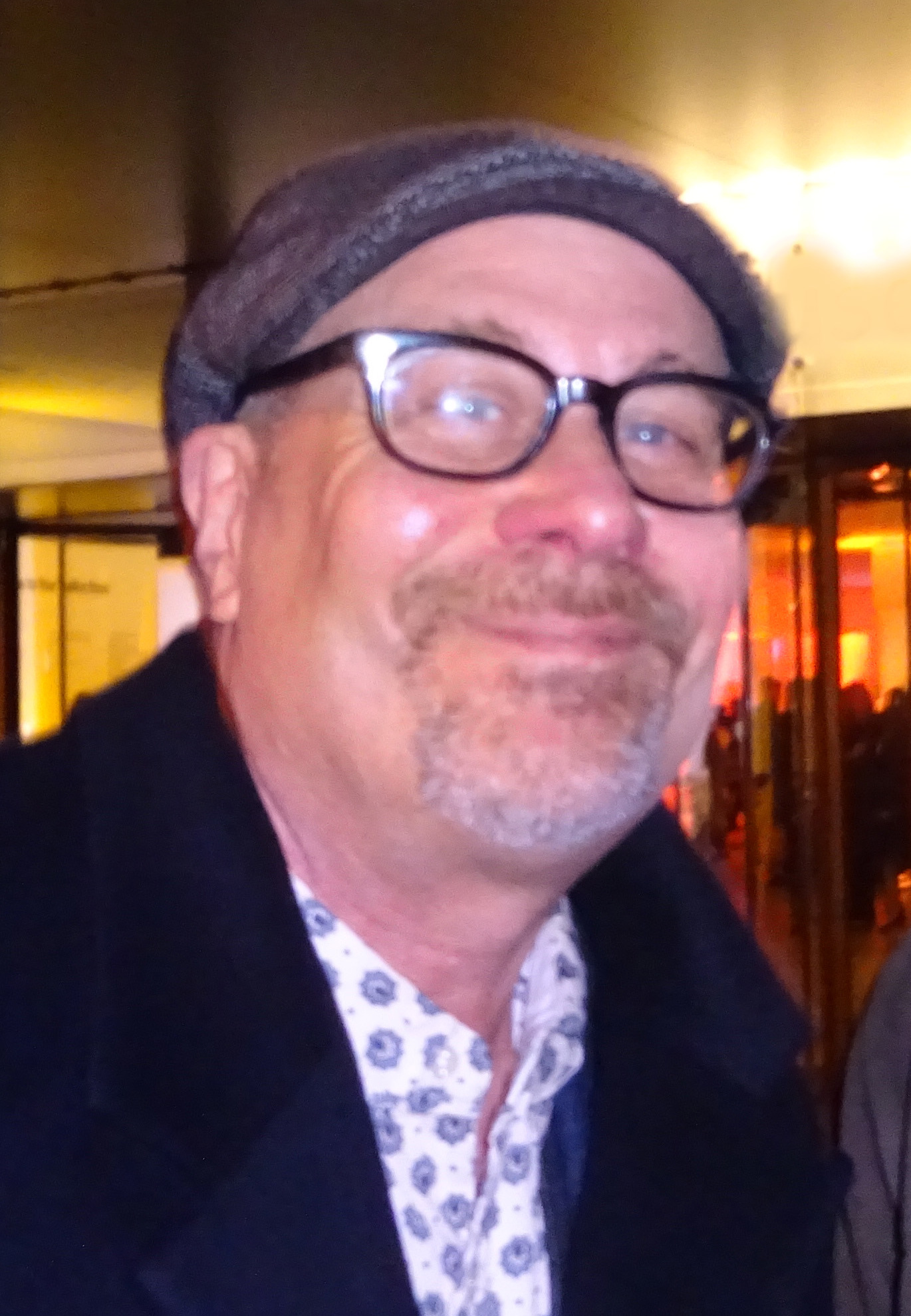
Terry Kinney

Terry Kinney (* 29. Januar 1954 in Lincoln, Illinois) ist ein US-amerikanischer Schauspieler.

## Leben und Leistungen
Kinney studierte an der Illinois State University. 1974 gründete er gemeinsam mit den befreundeten Schauspielern Gary Sinise und Jeff Perry in Chicago die Steppenwolf Theatre Company.
Die erste Filmrolle spielte Kinney an der Seite von Jennifer Connelly in der Komödie Ticket zum Himmel aus dem Jahr 1985. Im Thriller Gnadenlos (1986) spielte er an der Seite von Richard Gere und Kim Basinger, im Filmdrama Miles from Home (1988) trat er erneut neben Richard Gere auf. In den Jahren 1997 bis 2003 spielte er in der Fernsehserie Oz – Hölle hinter Gittern die Rolle von Tim McManus. Für die Rolle im Filmdrama The Laramie Project (2002) wurde er im Jahr 2003 für den Golden Satellite Award nominiert. In den letzten Jahren war er vor allem in verschiedenen Fernsehserien zu sehen.
Kinney war mit den Schauspielerinnen Kathryn Erbe und Elizabeth Perkins verheiratet. Er hat drei Kinder.

## Filmografie (Auswahl)
- 1985: Ticket zum Himmel (Seven Minutes in Heaven)
- 1986: Miami Vice (Fernsehserie, Folge 3x05)
- 1986: Gnadenlos (No Mercy)
- 1987: A Walk on the Moon
- 1987–1989: Die besten Jahre (thirtysomething, Fernsehserie, 7 Folgen)
- 1988: Der letzte Outlaw (Miles from Home)
- 1991: Geboren in Queens (Queens Logic)
- 1992: Der letzte Mohikaner (The Last of the Mohicans)
- 1993: Body Snatchers – Angriff der Körperfresser (Body Snatchers)
- 1993: Die Firma (The Firm)
- 1995: Teufel in Blau (Devil in a Blue Dress)
- 1996: Amy und die Wildgänse (Fly Away Home)
- 1996: Sleepers
- 1997: White Lies – Das Leben ist zu kurz, um ehrlich zu sein (White Lies)
- 1997: Wallace (George Wallace)
- 1997–2003: Oz – Hölle hinter Gittern (Oz, Fernsehserie, 54 Folgen)
- 1998: Schau nie nach unten! Die Angst am Abgrund (Don’t Look Down)
- 1999: Oxygen
- 2000: Haus Bellomont (The House of Mirth)
- 2001: Save the Last Dance
- 2002: The Laramie Project
- 2004: CSI: NY (Fernsehserie, 2 Folgen)
- 2005: Runaway (Fernsehfilm)
- 2005: The Game of Their Lives
- 2006: Kidnapped – 13 Tage Hoffnung (Fernsehserie, Folge 1x03)
- 2007: Turn the River
- 2008: Law & Order (Fernsehserie, Folge 18x05)
- 2008: Canterbury’s Law (Fernsehserie, 5 Folgen)
- 2009: The Unusuals (Fernsehserie, 9 Folgen)
- 2009: The Mentalist (Fernsehserie, 6 Folgen)
- 2010: Good Wife (Fernsehserie, 3 Folgen)
- 2011–2012: Being Human (Fernsehserie, 4 Folgen)
- 2012: Promised Land
- 2012: NYC 22 (Fernsehserie, 13 Folgen)
- 2012: The Mob Doctor (Fernsehserie, 2 Folgen)
- 2013: Elementary (Fernsehserie, Folge 1x14)
- 2014: Black Box (Fernsehserie, 10 Folgen)
- 2015: Show Me a Hero (Fernsehserie, 4 Folgen)
- 2016–2017: Good Behavior (Fernsehserie, 15 Folgen)
- 2016–2022: Billions (Fernsehserie)
- 2017: November Criminals
- 2018: Philip K. Dick’s Electric Dreams (Fernsehserie, Folge 1x07)
- 2018: Mile 22
- 2019: Extremely Wicked, Shockingly Evil and Vile
- 2021: The Little Things
- 2022: Inventing Anna (Fernsehserie)
- 2022: The Watcher (Fernsehserie, 4 Folgen)
- 2023: Justified: City Primeval (Miniserie, 3 Folgen)